# Kompania graniczna KOP „Ćwiecino”

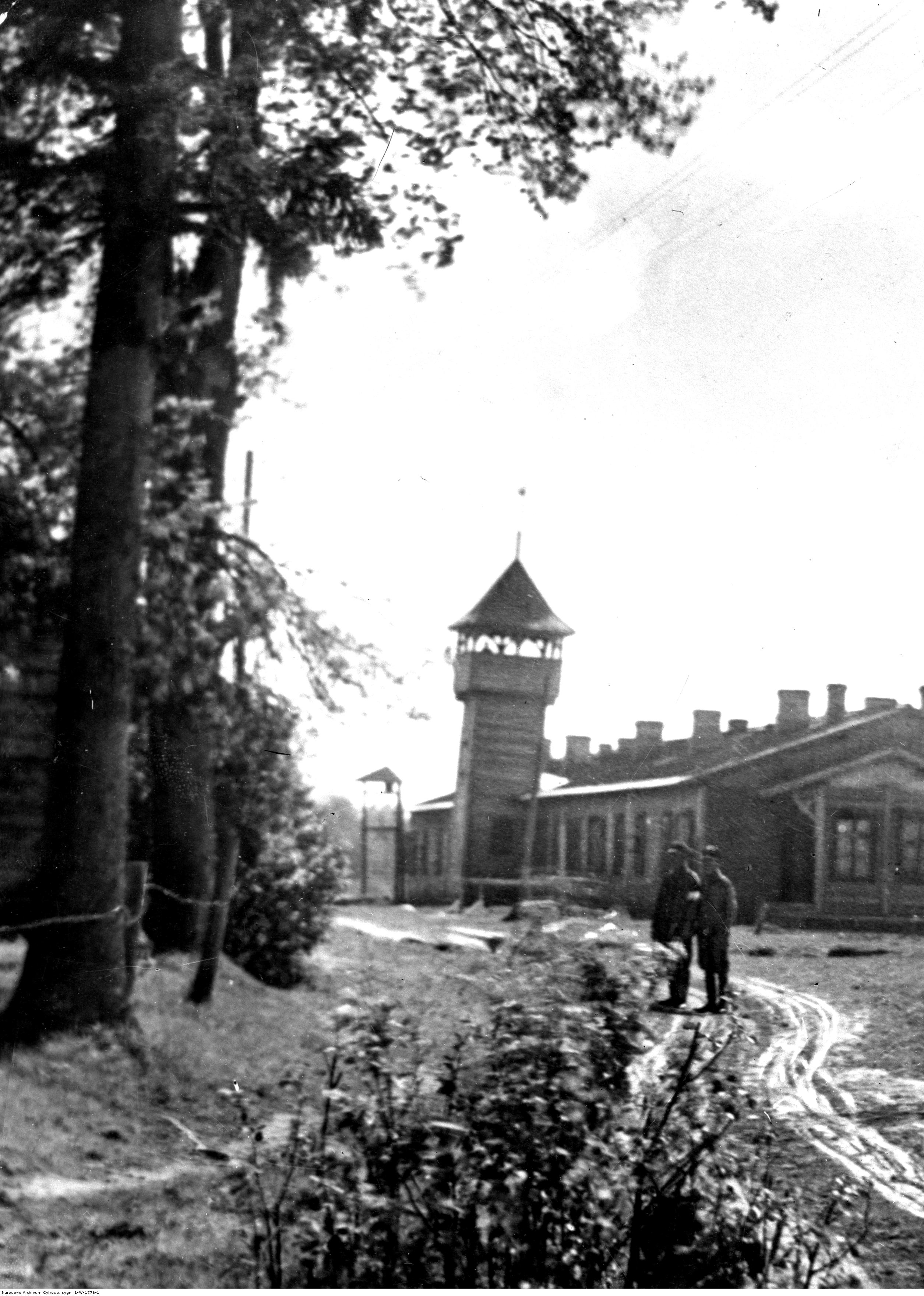
Koszary w Ćwiecinie

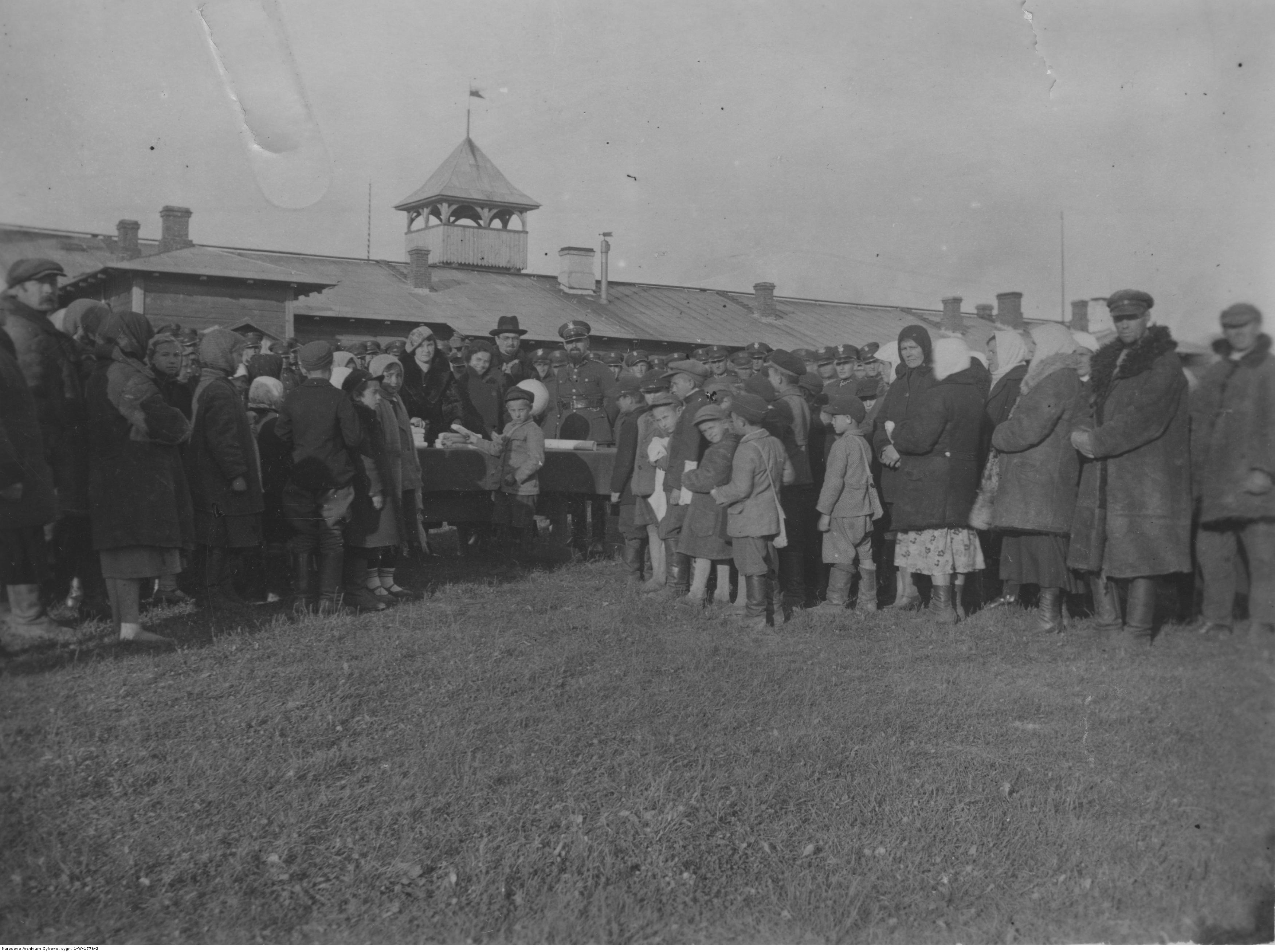
Koszary w Ćwiecinie; zgromadzenie

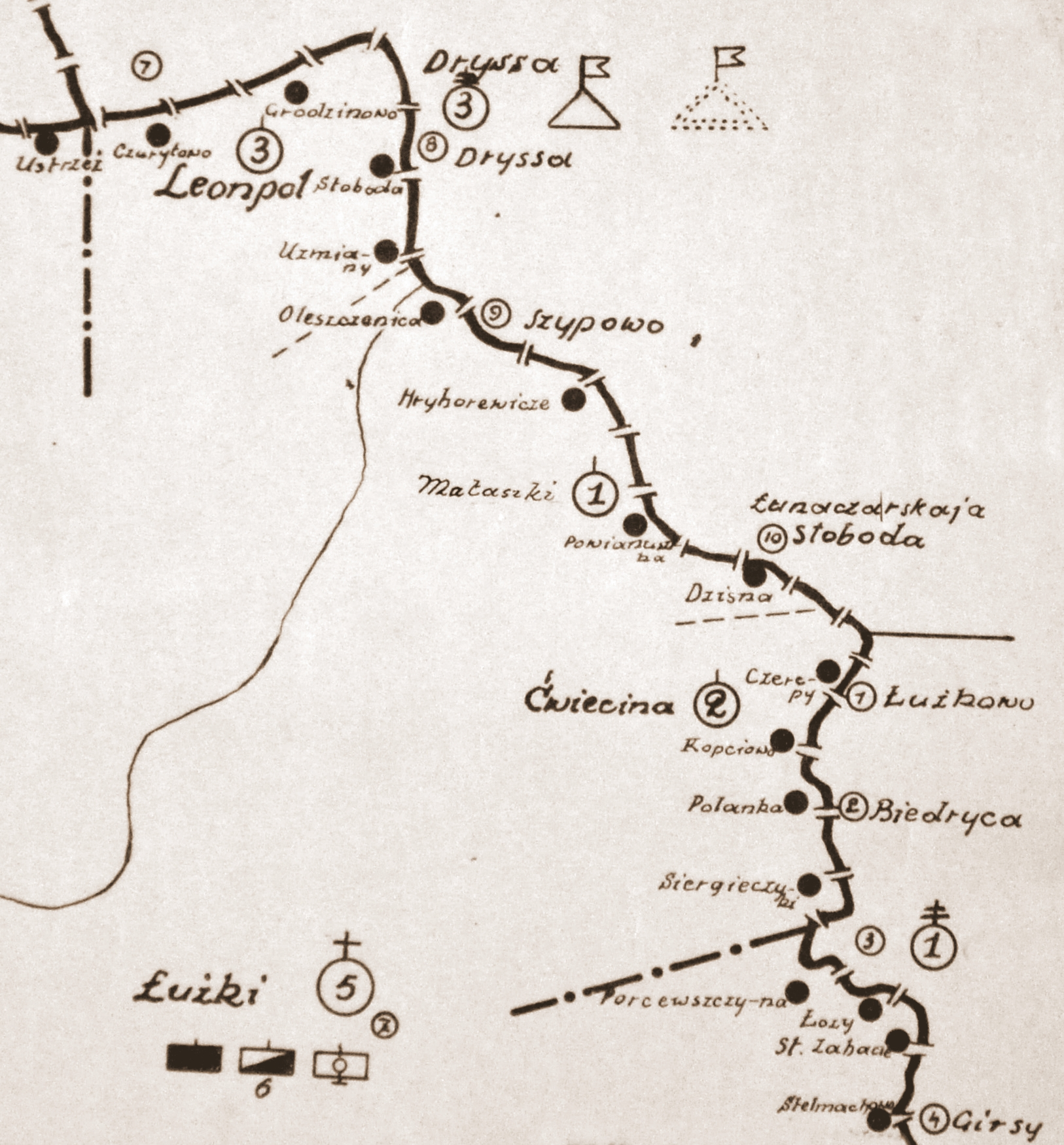
Rozmieszczenie batalionu KOP „Łużki” w 1931

Kompania graniczna KOP „Ćwiecino” – pododdział graniczny Korpusu Ochrony Pogranicza pełniący służbę ochronną na granicy polsko-radzieckiej.

## Formowanie i zmiany organizacyjne
Na podstawie rozkazu szefa Sztabu Generalnego L. dz. 12044/O.de B./24 z 27 września 1924 roku, w pierwszym etapie organizacji Korpusu Ochrony Pogranicza sformowano 5 batalion graniczny, a w jego składzie 2 kompanię graniczną KOP. W listopadzie 1936 roku kompania liczyła 2 oficerów, 7 podoficerów, 4 nadterminowych i 82 żołnierzy służby zasadniczej.
W 1939 roku 2 kompania graniczna KOP „Ćwiecino” (Ćwiecina) podlegała dowódcy batalionu KOP „Łużki”.

## Służba graniczna
Podstawową jednostką taktyczną Korpusu Ochrony Pogranicza przeznaczoną do pełnienia służby ochronnej był batalion graniczny. Odcinek batalionu dzielił się na pododcinki kompanii, a te z kolei na pododcinki strażnic, które były „zasadniczymi jednostkami pełniącymi służbę ochronną”, w sile półplutonu. Służba ochronna pełniona była systemem zmiennym, polegającym na stałym patrolowaniu strefy nadgranicznej i tyłowej, wystawianiu posterunków alarmowych, obserwacyjnych i kontrolnych stałych, patrolowaniu i organizowaniu zasadzek w miejscach rozpoznanych jako niebezpieczne, kontrolowaniu dokumentów i zatrzymywaniu osób podejrzanych, a także utrzymywaniu ścisłej łączności między oddziałami i władzami administracyjnymi. Miejscowość, w którym stacjonowała kompania graniczna, posiadała status garnizonu Korpusu Ochrony Pogranicza.
2 kompania graniczna „Ćwiecino” w 1934 roku ochraniała odcinek granicy państwowej o długości 23 kilometrów 977 metrów. Po stronie sowieckiej granicę ochraniały zastawy „Łużkowo” i „Biedryca” z komendantury „Orzechowno” .
Wydarzenia:
- W meldunku sytuacyjnym z 28 stycznia 1925 roku napisano: 26 stycznia 1925 roku o godz. 16.00 na pododcinku kompanii zatrzymano Katarzynę Toksyjową za nielegalne przekroczenie granicy. Rzekomo przybyła do córki z Połocka. Przekazano ją policji[9].

Sąsiednie kompanie graniczne:
- 1 kompania graniczna KOP „Małaszki” ⇔ 2 kompania graniczna KOP „Polewacze” – 1928[10], 1929[11], 1931[8] , 1932[12]
- 1 kompania graniczna KOP „Małaszki” ⇔ 2 kompania graniczna KOP „Prozoroki” – 1934[13] i w 1938[14]

## Walki w 1939
17 września 1939  2 kompania KOP „Ćwiecino” por. Ksawerego Wojciechowskiego toczyła ciężkie walki. Sowiecka wzmocniona 1 kompania 22 Wietrińskiej  komendantury ochrony pogranicza NKWD kpt. Kuchariewa zaatakowała strażnicę KOP „Czerepy” i zdobyła ją po 10 minutowej walce. Poległo 4 żołnierzy KOP, 3 zostało rannych, 7 wzięto do niewoli. Zginął jeden NKWD-ista, a 3 odniosło rany. Na sąsiednią strażnicę KOP „Kopciowo” uderzyła improwizowana 2 kompania kpt. Zorina z tej samej komendantury. Po 5- minutowej walce Polacy wycofali się. Poległ osłaniający odwrót kapral. Sowieci aresztowali osadników. Straty agresorów – 1 poległy i 2 rannych.
Sowieci zaatakowali też strażnicę KOP „Sergiejczyki”. Walkę o strażnicę przedstawia zastępca dowódcy strażnicy kpr. Józef Tylkowski:

Nasza załoga liczyła tylko dziewięciu ludzi wraz z dowódcą i kucharzem (...). Około godz. 3.45 obudził mnie dzwonek telefonu, zgłosiła się sąsiednia strażnica. Cytuję słowa, jakie zapamiętałem do tej pory: „Dajcie nam pomoc, bo jesteśmy zaatakowani przez bolszewików!” – „Już idziemy” — odpowiedziałem, ale nie wiem, czy usłyszeli, bo łączność się urwała. Obudziłem kpr. Janiszewskiego, który zarządził alarm. Spaliliśmy tajne dokumenty, szyfry itp. i wyskoczyliśmy w czwórkę do głównego wyjścia poza teren strażnicy. Zaczynało świtać, ale widoczność jeszcze była słaba. Zostaliśmy ostrzelani, co widząc, pozostała czwórka żołnierzy udała się do przeciwległego wyjścia. Wszystko to przebiegało błyskawicznie. Strzelaliśmy będąc pod ogniem napastników. Ze względu na szczupłe siły o zorganizowanym oporze nie mogło być mowy. Znaleźliśmy się prawie w okrążeniu, każdy myślał o sobie. Napastnicy chcieli nas wziąć żywcem, doszło nawet do walki wręcz, gdyż chcieliśmy za wszelką cenę się wyrwać, nikt z nas nie chciał iść do niewoli. W końcu czterech z naszej strażnicy zdołało się przebić – kpr. Janiszewski, ja, lekko ranny bagnetem w prawą pierś i dwóch żołnierzy. Co się stało z resztą załogi strażnicy – nie wiem.

## Struktura organizacyjna kompanii
Strażnice kompanii w latach 1928 – 1934 
- (5)[17] strażnica KOP „Czerepy”[b]
- strażnica KOP „Kopciowo”[c]
- strażnica KOP „Polanka”[d]
- strażnica KOP „Siergiejczyki”[e][f]

Strażnice kompanii w 1938
- strażnica KOP „Czerepy”
- strażnica KOP „Kopciowo”
- strażnica KOP „Siergiejczyki”

Organizacja kompanii 17 września 1939:
- dowództwo kompanii
- pluton odwodowy
- 1 strażnica KOP „Czerepy”
- 2 strażnica KOP „Kopciowo”
- 3 strażnica KOP „Siergiejczyki” - kpr. sł. st. Janiszewski

## Dowódcy kompanii
- p.o. por. Jan Herburt-Heybowicz (był 30 IX 1928 -)[20]
- kpt. Alojzy Małusecki(był 30 IV 1929 − 13 IV 1930 → przeniesiony do 75 pp)[20]
- p.o. por. Franciszek Sztuka (13 IV 1930 − 27 III 1931)[20]
- kpt. Jan Cyryl Wachowski (27 III 1931 −)[20]
- kpt. Kazimierz Czarkowski (22 III 1932 − był XI 1934 −)[20]
- kpt. Konstanty Eibel[g] (– 1939)
- por. Ksawery Wojciechowski (IX 1939)